# Surfingbird
Surfingbird (произносится как Сёрфинбёрд) — российская служба поисковых рекомендаций.

## Краткие сведения
Служба была запущена в марте 2011 года Дмитрием Шалашовым и Сергеем Шалаевым, бывшими сотрудниками Мэйл.ру, занимавшимися там развитием блогов.
В 2012 число посетителей перевалило за миллион.

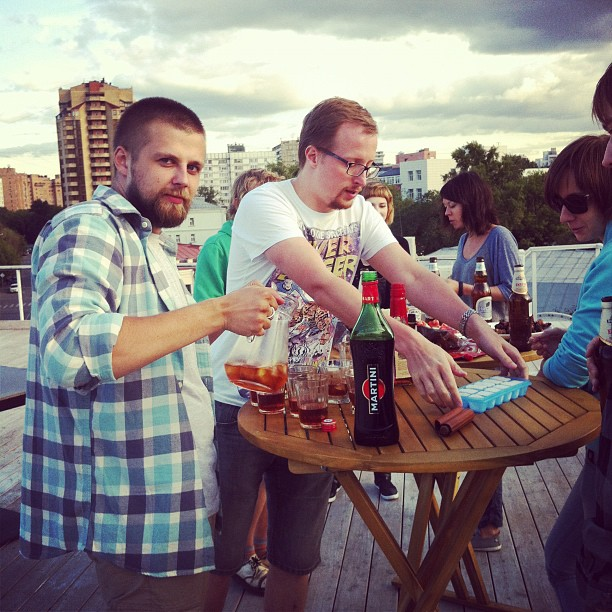
Основатели службы «Сёрфинбёрд» — исполнительный директор Сергей Шалаев (слева) и технический директор Дмитирий Шалашов, июль 2012 года

На первом этапе финансирования стартап получил 400 тыс. долл. инвестиций. В 2012 создатели сайта привлекли 2,5 млн долл.
В марте 2013 года «Сёрфингбёрд» получил 25 тыс. долл. от фонда «Старт Фелловс» Павла Дурова и Юрия Мильнера.
В начале 2013 года появился «Сёрфинбёрд ТВ», рекомендательная служба видеороликов.
В феврале 2013 года «Сёрфинбёрд» стал резидентом иннограда «Сколково».
В сентябре 2013 года «Сёрфинбёрд» стал показывать страницы в едином формате, игнорируя авторские рекламу и вёрстку (что стало роднить его с заокеанским приложением «Флипборд»); это привело к конфликту с некоторыми партнёрами, в частности, от сотрудничества отказались «Лук Эт Ми», «Афиша-Рамблер-SUP», «Хабрахабр».
В 2015 году команда «Сёрфинбёрда» выпустила Relap.io — решение для владельцев сайтов, программный комплекс, который встраивается в систему на стороне заказчика и позволяет ему более эффективно показывать рекомендации для читателя.
16 июля 2019 года в 14:30 по московскому времени сайт остановил работу и начал показывать сообщение «Проект готовится к перезапуску.». Произошло это в результате покупки Relap.io компанией Mail.ru Group, при которой оставшийся в компании Сергей Шалаев возглавит рекомендательную систему «Пульс».

## Принцип работы
Для пользования ресурсом необходимо на нём зарегистрироваться (возможен вход через ВКонтакте и Facebook). Сразу после регистрации сервис предложит пользователю указать круг его интересов («автомобили», «музыка», «книги» и т. д.; изменить данные анкеты можно будет в любое другое время). Затем необходимо нажать на кнопку «Сёрф», и система покажет случайную страницу из Интернета, которую предпочитают пользователи с похожими интересами.
Страницы, рекомендуемые системой, можно оценивать (с помощью кнопок «Нравится»/ «Не нравится»), добавлять в коллекции, отмечать как «избранные» и публиковать в социальных сетях. Кроме того, есть своя система комментирования. По мере пользования сервисом алгоритм машинного обучения всё точнее понимает интересы пользователя и подбирает страницы, в максимальной степени отражающие его запросы.
Можно просматривать профили других пользователей и подписываться на их новости.
Страницы в «Сёрфинбёрд» отражаются в едином формате, удобном для пользователей смартфонов и планшетов, игнорируя исходную верстку и рекламные баннеры.
Для владельцев сайтов есть кнопка «Сёрф» (аналог кнопки «Мне нравится»), которую можно добавлять на страницу сайта. В результате страница попадает в базу данных «Сёрфинбёрда»; при нажатии на кнопку открывается окошко, в котором можно выразить отношение к материалу, добавить в «избранное», делиться с друзьями.

## Основные показатели
По состоянию на февраль 2015 года:
- Число уникальных посетителей в сутки — 15 млн;
- Общий объём инвестиций — 5 млн долларов;
- Число сотрудников (включая работающих удаленно) — около 30, причём 60 % из них занимаются разработкой.

## Монетизация
Служба, наряду с обычными интернет-страницами, иногда показывает рекламные сайты; среди рекламодателей — Sony, Indesit, Тетрапак и Rolf.

## Сбои
5 февраля 2016 года регистратор доменов Reg.ru прекратил делегирование домена surfingbird.ru. В 21:39 этого же дня были разосланы письма на почтовые ящики пользователей с информацией о том, что сайт «ожил», и причинами его простоя.